# Drew Barrymore
Drew Blythe Barrymore (Culver City, 22 febbraio 1975) è un'attrice, produttrice cinematografica, regista e conduttrice televisiva statunitense.
È discendente delle famiglie Barrymore, Drew e Costello, noti attori di cinema e teatro statunitensi, ed è nipote dell'attore John Barrymore e bisnipote dell'attore Maurice Costello. Nel 1982, ha recitato nel ruolo di Gertie in E.T. l'extra-terrestre di Steven Spielberg, diventando rapidamente una delle attrici bambine più riconosciute di Hollywood, mentre nel 1985 (a soli 10 anni) è stata candidata al Golden Globe per la migliore attrice non protagonista per il film Vertenza inconciliabile.
Nel 2010, per la sua performance di Edith Bouvier Beale ha vinto uno Screen Actors Guild Award e un Golden Globe nella sezione miglior attrice in una mini-serie o film per la televisione per Grey Gardens - Dive per sempre. A partire dal 2020 conduce un programma televisivo eponimo sulle reti CBS.

## Biografia

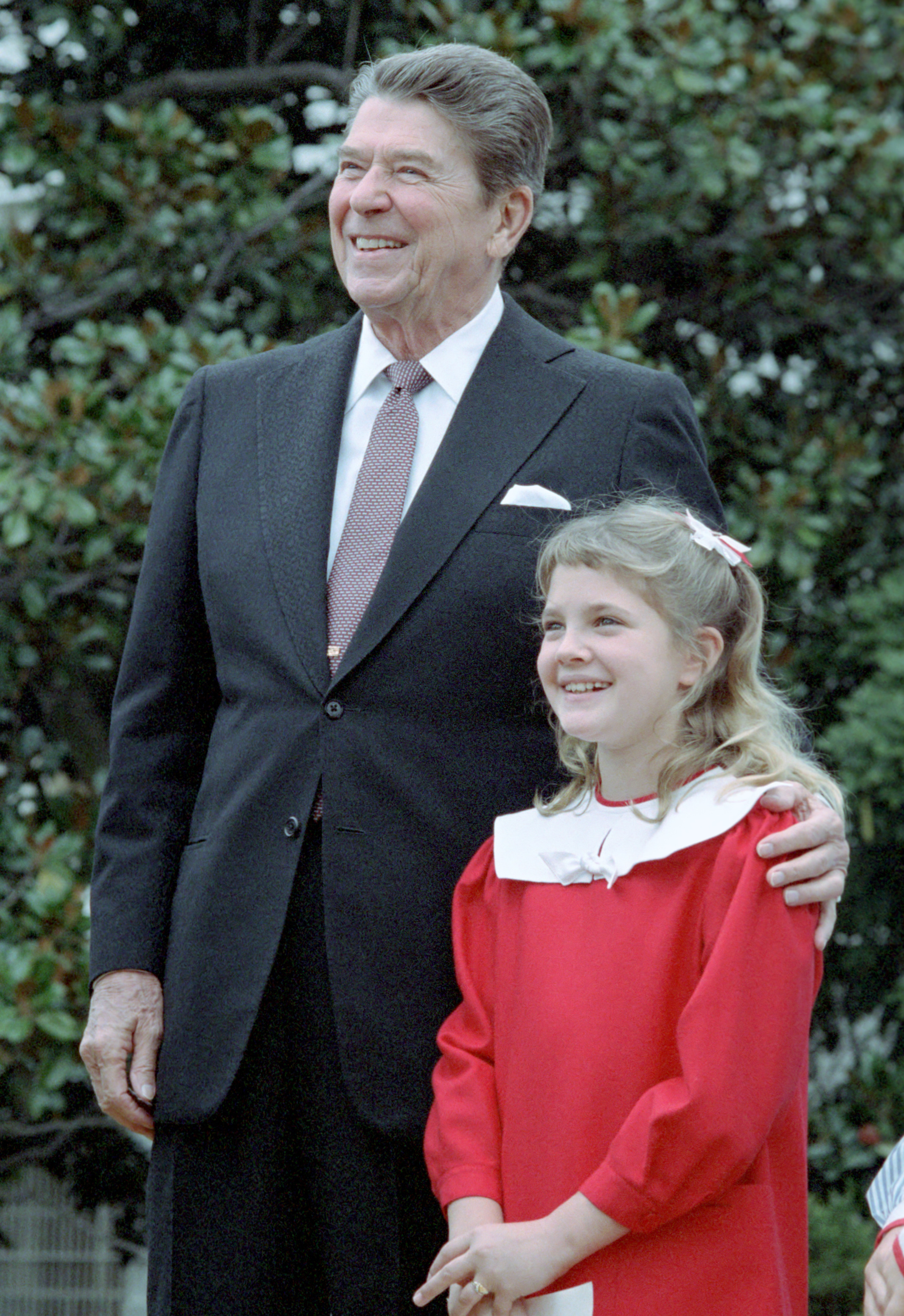
Drew Barrymore con il Presidente degli Stati Uniti Ronald Reagan nel 1984

Nasce dal matrimonio tra l'attore John Drew Barrymore e un'aspirante attrice, Jaid Makó. I suoi genitori divorziano quando lei ha nove anni. Il nome Drew le è stato dato per ricordare quello della bisnonna, l'attrice Georgiana Drew, mentre il nome Blyth era il cognome originale della dinastia fondata dal suo bisnonno, Maurice Barrymore, il figlio di Maurice, John, sposò Dolores Costello, anch'essa di famiglia di tradizione teatrale. La madre è nata in un campo profughi della Germania dell'Est da una coppia di rifugiati ungheresi mentre il padre è di origine inglese, irlandese e tedesca. È inoltre la nipote dell'attrice Diana Barrymore e pronipote di Ethel Barrymore e Lionel Barrymore.

### Carriera
La carriera della Barrymore iniziò a soli 11 mesi, quando venne scelta per pubblicizzare un cibo per cani. All'età di 3 anni recita nel film TV Suddenly, Love, invece a 5 anni esordisce al cinema con Stati di allucinazione. A 7 anni fu tra i protagonisti del film di Steven Spielberg E.T. l'extra-terrestre, ottenendo buone critiche. Il 20 novembre 1982 diviene la più giovane ospite del programma televisivo Saturday Night Live, dove fece uno sketch in cui affermava di avere ammazzato E.T.

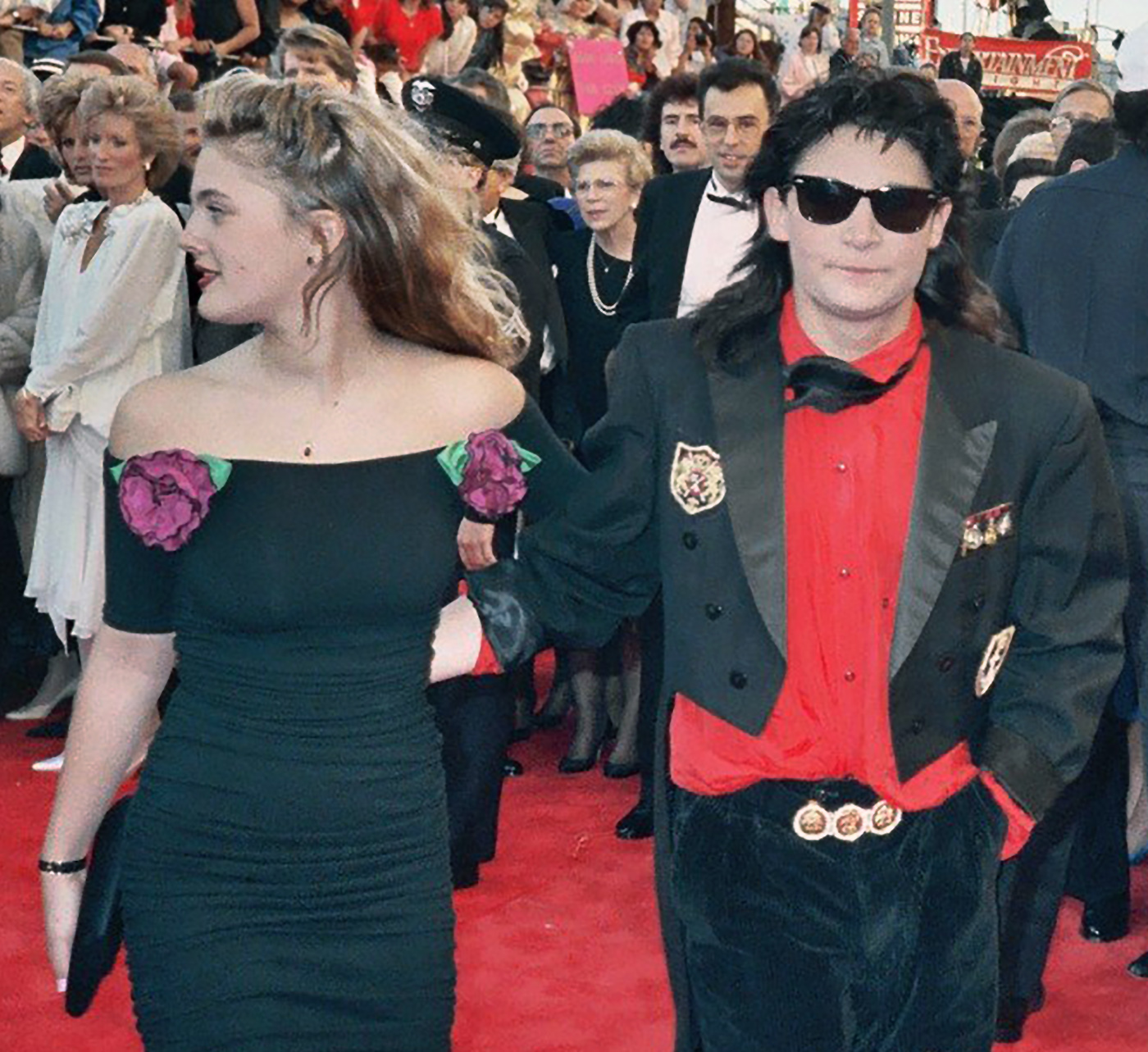
Drew Barrymore con l'ex fidanzato Corey Feldman ai Premi Oscar 1989

A 14 anni tentò il suicidio e fu ricoverata due volte. Continuò a mantenere un'immagine di "cattiva ragazza", e anzi la sfruttò per diventare un sex symbol quando negli anni novanta riprese la sua carriera cinematografica interpretando una teenager seduttrice in La mia peggiore amica e posò nuda sul numero di gennaio 1995 della rivista statunitense Playboy. Steven Spielberg, suo padrino, per il suo ventesimo compleanno le regalò una copia della rivista completamente ritoccata, dove lei appariva perfettamente vestita in ogni foto; in allegato lasciò una nota con scritto "copriti". Nello stesso periodo apparve nuda in cinque film. Nel 1995 partecipò al famoso show televisivo Late Show with David Letterman, dove la Barrymore stupì il conduttore saltando sulla scrivania e mostrandogli il seno (dando le spalle alle telecamere), come parte del balletto per il suo compleanno. Nel 1996 ha interpretato il ruolo di Casey Becker, la prima vittima del serial killer Ghostface nel cult movie Scream.
Barrymore ha continuato la sua carriera interpretando ruoli in commedie romantiche, come Prima o poi me lo sposo e 50 volte il primo bacio, inclusi Charlie's Angels ed il seguito tratti dall'omonima serie TV. Ha quindi esplorato ruoli più drammatici come I ragazzi della mia vita, dove interpreta la madre minorenne in un matrimonio fallito con un padre tossicodipendente (tratto da una storia vera di Beverly D'Onofrio), Confessioni di una mente pericolosa, dove ha lavorato gratuitamente in onore al suo grande amico George Clooney ed il cult movie Donnie Darko, in cui lei è anche produttrice esecutiva. Nel 2001 è stata candidata ai Razzie Awards come peggior attrice non protagonista per Freddy Got Fingered.
Drew Barrymore è stata successivamente oggetto di un documentario non autorizzato, My Date with Drew (Il mio appuntamento con Drew - 2003). In questo filmato un aspirante produttore e fan dell'attrice utilizza le limitate risorse finanziarie e sociali nel tentativo di ottenere un appuntamento con la Barrymore. Attraverso il passaparola, internet, ed uno stile di comunicazione particolare con l'attrice e i suoi più stretti collaboratori alla fine riesce ad ottenere l'agognato appuntamento. La Barrymore dimostra di avere un buon senso dell'umorismo portando una video camera come regalo al fan e divertendosi nell'occasione. Il 3 febbraio 2004 le è stata dedicata una stella sulla Hollywood Walk of Fame.

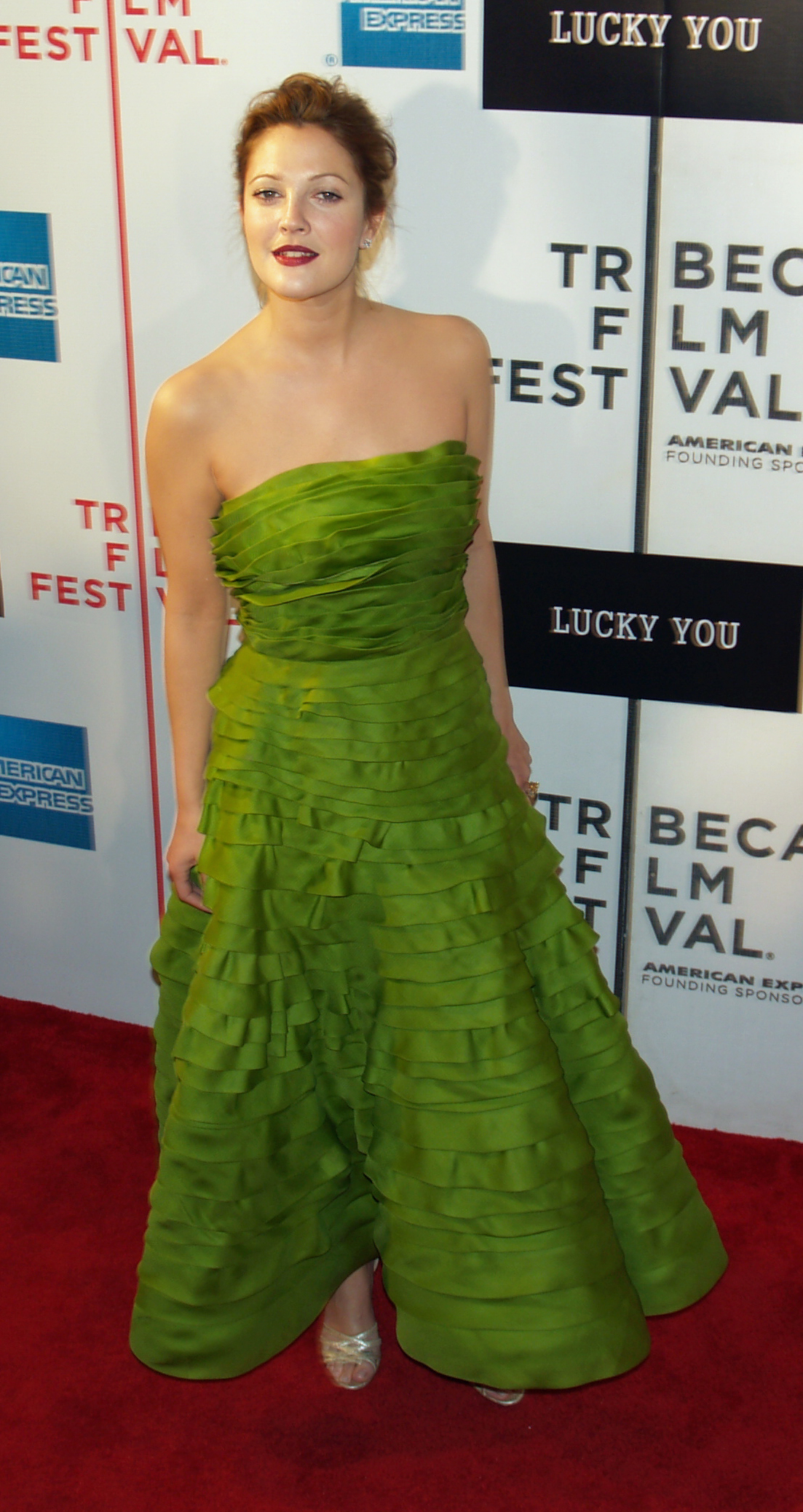
Drew Barrymore al Tribeca Film Festival 2007

Nel luglio 2008 debutta nel ruolo di regista con il film Whip It, tratto da un romanzo di Shauna Cross, presentato il 13 settembre 2009 al Toronto International Film Festival, con Elliot Page. Nel 2009 ha il ruolo di coprotagonista a fianco di Jessica Lange nel film per la televisione Grey Gardens - Dive per sempre, ispirato a un pluripremiato documentario del 1975. Il film si aggiundica due Golden Globe: quello per il miglior mini-serie o film per la televisione e quello per la miglior attrice in una mini-serie o film per la televisione, per l'interpretazione della Barrymore . Sempre nel 2009 Barrymore fa parte del cast corale della commedia romantica La verità è che non gli piaci abbastanza, cast che comprende anche Ben Affleck, Jennifer Aniston, Scarlett Johansson e Justin Long.
Nel 2012 ha recitato in Qualcosa di straordinario, con John Krasinski e Kristen Bell. Nel 2014 torna a recitare con Adam Sandler per la terza volta in Insieme per forza, mentre nel 2015 recita assieme a Toni Collette nel nuovo film di Catherine Hardwicke, intitolato Miss You Already. Da febbraio 2017, Barrymore ha recitato con Timothy Olyphant nella serie televisiva Netflix Santa Clarita Diet (la cui terza e ultima stagione è uscita nel 2019), che ritrae una moglie di famiglia che, dopo aver sperimentato una trasformazione fisica in uno zombie, inizia a desiderare la carne umana. A partire dal settembre 2020, Barrymore conduce uno show televisivo eponimo sulla rete CBS.

## Vita privata
È la madrina di Frances Bean Cobain, unica figlia di Kurt Cobain e Courtney Love.
Dichiaratamente bisessuale, si è sposata tre volte: la prima, con Jeremy Thomas (proprietario di un bar a Los Angeles), dal 20 marzo al 28 aprile 1994; la seconda, con il comico Tom Green, dal luglio 2001 all'ottobre 2002.
Il 3 giugno 2012 ha sposato il consulente d'arte Will Kopelman, figlio dell'ex amministratore delegato di Chanel Will Kopelman. La coppia ha due figlie: Olive, nata il 26 settembre 2012 e Frankie, nata il 22 aprile 2014. Il 1º aprile 2016 viene annunciato il divorzio, dopo quasi quattro anni di matrimonio.

## Filmografia

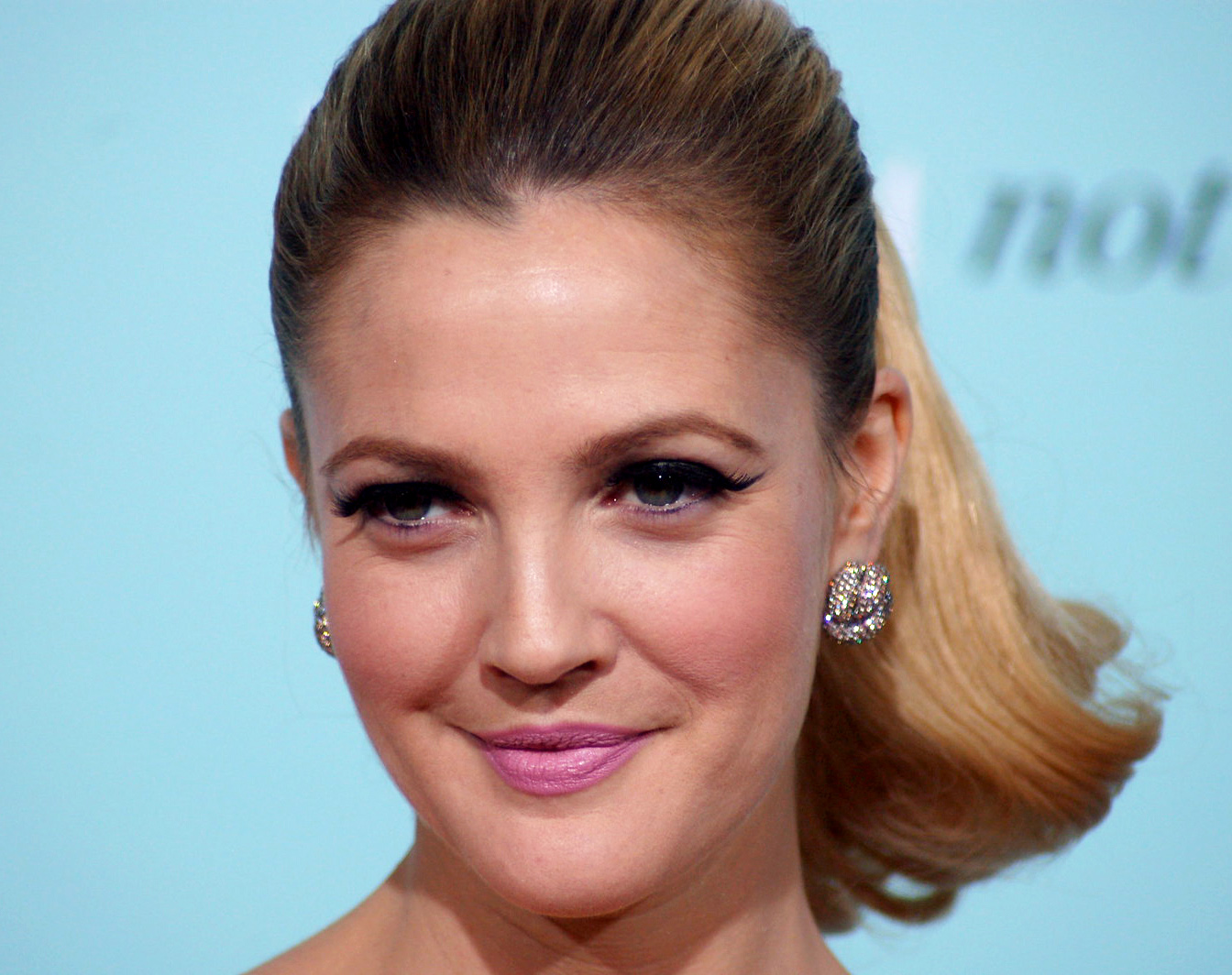
Drew Barrymore nel 2009

### Attrice

#### Cinema
- Stati di allucinazione (Altered States), regia di Ken Russell (1980)
- E.T. l'extra-terrestre (E.T.: The Extra-Terrestrial), regia di Steven Spielberg (1982)
- Fenomeni paranormali incontrollabili (Firestarter), regia di Mark L. Lester (1984)
- Vertenza inconciliabile (Irreconcilable Differences), regia di Charles Shyer (1984)
- L'occhio del gatto (Cat's Eye), regia di Lewis Teague (1985)
- Il fantastico mondo dei giocattoli (Babes in Toyland), regia di Clive Donner (1986)
- Ci penseremo domani (See You in the Morning), regia di Alan J. Pakula (1989)
- Lontano da casa (Far from Home), regia di Meiert Avis (1989)
- Motorama, regia di Barry Shils (1991)
- La mia peggiore amica (Poison Ivy), regia di Katt Shea (1992)
- Waxwork 2 - Bentornati al museo delle cere (Waxwork II: Lost in Time), regia di Anthony Hickox (1992)
- Bella e dannata, regia di Tamra Davis (1992)
- Delitto a teatro (No Place to Hide), regia di Richard Danus (1993)
- Alter ego (Doppelganger), regia di Avi Nesher (1993)
- Fusi di testa 2 - Waynestock (Wayne's World 2), regia di Stephen Surjik (1993)
- Bad Girls, regia di Jonathan Kaplan (1994)
- Inside the Goldmine, regia di Josh Evans (1994)
- A proposito di donne (Boys on the Side), regia di Herbert Ross (1995)
- Una folle stagione d'amore (Mad Love), regia di Antonia Bird (1995)
- Batman Forever, regia di Joel Schumacher (1995)
- Tutti dicono I Love You (Everyone Says I Love You), regia di Woody Allen (1996)
- Scream, regia di Wes Craven (1996)
- Illusioni, regia di Adam Park (1996)
- Best Men - Amici per la pelle (Best Men), regia di Tamra Davis (1997)
- Prima o poi me lo sposo (The Wedding Singer), regia di Frank Coraci (1998)
- La leggenda di un amore - Cinderella (EverAfter), regia di Andy Tennant (1998)
- Fast Food (Home Fries), regia di Dean Parisot (1998)
- Mai stata baciata (Never Been Kissed), regia di Raja Gosnell (1999)
- Skipped Parts, regia di Tamra Davis (2000)
- Charlie's Angels, regia di McG (2000)
- Donnie Darko, regia di Richard Kelly (2001)
- Freddy Got Fingered, regia di Tom Green (2001)
- I ragazzi della mia vita (Riding in Cars with Boys), regia di Penny Marshall (2001)
- Confessioni di una mente pericolosa (Confessions of a Dangerous Mind), regia di George Clooney (2002)
- Charlie's Angels - Più che mai (Charlie's Angels: Full Throttle), regia di McG (2003)
- Duplex - Un appartamento per tre (Duplex), regia di Danny DeVito (2003)
- 50 volte il primo bacio (50 First Dates), regia di Peter Segal (2004)
- L'amore in gioco (Fever Pitch), regia di Bobby e Peter Farrelly (2005)
- Scrivimi una canzone (Music and Lyrics), regia di Marc Lawrence (2007)
- Le regole del gioco (Lucky You), regia di Curtis Hanson (2007)
- La verità è che non gli piaci abbastanza (He's Just Not That Into You), regia di Ken Kwapis (2009)
- Whip It, regia di Drew Barrymore (2009)
- Stanno tutti bene - Everybody's Fine (Everybody's Fine), regia di Kirk Jones (2009)
- Amore a mille... miglia (Going the Distance), regia di Nanette Burstein (2010)
- Qualcosa di straordinario (Big Miracle), regia di Ken Kwapis (2012)
- Insieme per forza (Blended), regia di Frank Coraci (2014)
- Miss You Already, regia di Catherine Hardwicke (2015)
- The Stand In, regia di Jamie Babbit (2020)
- Un castello per Natale (A Castle for Christmas), regia di Mary Lambert (2021)
- Smile 2, regia di Parker Finn (2024) - cameo

#### Televisione
- Suddenly, Love, regia di Stuart Margolin – film TV (1978)
- Bogie, regia di Vincent Sherman – film TV (1980)
- ABC Weekend Specials – serie TV, episodio 9x01 (1985)
- Il fantastico mondo dei giocattoli (Babes in Toyland), regia di Clive Donner – film TV (1986)
- The Ray Bradbury Theater – serie TV, episodio 1x05 (1986)
- A Conspiracy of Love, regia di Noel Black – film TV (1987)
- CBS Schoolbreak Special – serie TV, episodio 6x05 (1989)
- Falso identikit (Sketch Artist), regia di Phedon Papamichael – film TV (1992)
- 2000 Malibu Road – serie TV, 6 episodi (1992)
- The Amy Fisher Story, regia di Andy Tennant – film TV (1993)
- The Rosie O'Donnell Show, show televisivo 12 episodi (1996-2000)
- Late Night with Conan O'Brien, show televisivo 29 episodi (1993-2007)
- Entertainment Tonight, show televisivo 16 episodi (2007-2010)
- Grey Gardens - Dive per sempre (Grey Gardens), regia di Michael Sucsy – film TV (2009)
- The Essentials, show televisivo 25 episodi (2012-2013)
- Odd Mom Out – serie TV, 1 episodio (2016)
- Santa Clarita Diet – serie TV, 30 episodi (2017-2019)
- Insatiable – serie TV, 1 episodio (2018)
- The Goldbergs – serie TV, episodio 6x11 (2019)
- And Just Like That... – serie TV, episodio 2x07 (2023)

### Doppiatrice
- Star Fairies, regia di Ray Patterson – film TV (1985)
- Hercules – serie TV, episodio 1x32 (1998)
- Olive, the Other Reindeer, regia di Steve Moore – film TV (1999)
- Titan A.E., regia di Don Bluth e Gary Goldman (2000)
- I Simpson (The Simpsons) – serie TV, episodio 12x03 (2000)
- I Griffin (Family Guy) – serie TV, 11 episodi (2005-2011)
- Curioso come George (Curious George), regia di Matthew O'Callaghan (2006)
- Beverly Hills Chihuahua, regia di Raja Gosnell (2008)
- I Simpson (The Simpsons) – serie TV, episodio 34x04 (2022)

### Produttrice
- Mai stata baciata (Never Been Kissed), regia di Raja Gosnell (1999)
- Olive, the Other Reindeer, regia di Steve Moore – film TV (1999)
- Charlie's Angels, regia di McG (2000)
- Donnie Darko, regia di Richard Kelly (2001)
- Charlie's Angels - Più che mai (Charlie's Angels: Full Throttle), regia di McG (2003)
- Duplex - Un appartamento per tre (Duplex), regia di Danny DeVito (2003)
- L'amore in gioco (Fever Pitch), regia di Bobby Farrelly e Peter Farrelly (2005)
- La verità è che non gli piaci abbastanza (He's Just Not That Into You), regia di Ken Kwapis (2009)
- Whip It, regia di Drew Barrymore (2009)
- Tough Love: Couples – serie TV, 8 episodi (2010)
- Charlie's Angels – serie TV, 8 episodi (2011)
- Tough Love – serie TV, 18 episodi (2009-2012)
- Single ma non troppo (How to Be Single), regia di Christian Ditter (2016)
- Santa Clarita Diet – serie TV, 30 episodi (2017-2019)

### Regista
- Whip It (2009)
- Our Deal, videoclip dei Best Coast (2011)

## Riconoscimenti
- Golden Globe
  - 2010 – Migliore attrice in un film per la televisione per Grey Gardens - Dive per sempre

- Young Artist Award
  - Miglior giovane attrice non protagonista per E.T. l'extra-terrestre (1983)
  - Former Child Star Lifetime Achievement Award (1999)

## Doppiatrici italiane
Nelle versioni in italiano dei suoi film, Drew Barrymore è doppiata da:
- Rossella Acerbo in E.T. l'Extra-Terrestre, Charlie's Angels, Charlie's Angels - Più che mai, I ragazzi della mia vita, Duplex - Un appartamento per tre, 50 volte il primo bacio, L'amore in gioco, La verità è che non gli piaci abbastanza, Amore a mille... miglia, Insieme per forza, Santa Clarita Diet, Insatiable, Un castello per Natale
- Chiara Colizzi in Una folle stagione d'amore, Mai stata baciata, Donnie Darko, Grey Gardens - Dive per sempre, Smile 2
- Paola Valentini in Scream, Prima o poi me lo sposo, Best Men - Amici per la pelle
- Ilaria Stagni in Confessioni di una mente pericolosa, Le regole del gioco, Stanno tutti bene - Everybody's Fine
- Mavi Felli in Tutti dicono I Love You, La leggenda di un amore - Cinderella
- Laura Migliacci in Fenomeni paranormali incontrollabili
- Francesca Rinaldi ne Il fantastico mondo dei giocattoli
- Barbara De Bortoli in Lontano da casa
- Irene Di Valmo ne La mia peggiore amica
- Silvia Tognoloni in 2000 Malibu Road
- Elda Olivieri in Alter ego
- Stella Musy in Bad Girls
- Claudia Razzi in A proposito di donne
- Laura Boccanera in Batman Forever
- Eleonora De Angelis in Illusioni
- Lilian Caputo in E.T. l'Extra-Terrestre (ridoppiaggio 2002)
- Giò Giò Rapattoni in Scrivimi una canzone
- Francesca Manicone in Qualcosa di straordinario
- Tiziana Avarista in And Just Like That...

Da doppiatrice è sostituita da:
- Francesca Manicone ne  I Griffin (st. 5+), Beverly Hills Chihuahua
- Chiara Colizzi in Titan A.E.
- Connie Bismuto ne I Simpson (ep. 12x03)
- Roberta Greganti in Curioso come George
- Raffaella Castelli ne I Griffin (ep. 4x02)
- Rossella Acerbo ne I Simpson (ep. 34x04)